# 1515 no Brasil
Esta é uma cronologia dos fatos acontecimentos de ano 1515 no Brasil.

## Mortes
- Diego de Lepe, explorador espanhol que fez uma viagem ao Brasil, entre fevereiro e março de 1500, antes  de Pedro Álvares Cabral (n. 1460).[1]